# Silver Star (rutsjebane)
 For alternative betydninger, se Silver Star. (Se også artikler, som begynder med Silver Star)
Silver Star er en rutsjebane beliggende i Europa-Park, en forlystelsespark ved byen Rust i Sydvesttyskland mellem Freiburg og Strasbourg i Frankrig. Rutsjebanen har en højde på 73 meter, hvilket placerer den i hypercoaster kategorien. Til sammenligning er Danmarks højeste rutsjebane Fønix (en) i Fårup Sommerland 40 meter høj og den næsthøjeste - Piraten i Djurs Sommerland - er 32 meter høj.  
Det er en af fabrikanten Bolliger & Mabillards højeste opført i Europa. Den blev opført i 2002 og stod i 10 år som Europas højeste. Den blev overgået som Europas højeste i 2012 af "Shambhala - Expedición al Himalaya" i den spanske forlystelsespark PortAventura. Europas højeste frem til 2017 er opført af samme fabrikant og har en højde på 78 meter.
Skilte i køområdet oplyser om en maksimal hastighed på 130 km/t med op til 4G lodrette kræfter. Personer skal være 140 cm høje og 11 år gamle for at køre med Silver Star. Turen er på 1.620 meter.
Silver Star har 3 tog, der rummer 36 personer hver, hvilket giver en kapacitet på 1.750 passagerer per time. Silver Star ’hypercoaster’ er beliggende i det franske temaområde af Europa Park og er sponsoreret af Mercedes-Benz.

## Galleri
48°16′05″N 7°43′12″Ø / 48.268°N 7.72004°Ø